# Holanda del Nord
Holanda del Nord (neerlandès: Noord-Holland, frisó occidental: Noard-Holland) és una província dels Països Baixos localitzada a la part nord-oest de l'estat. Està situada al mar del Nord, al nord d'Holanda del Sud i d'Utrecht, i a l'oest de Frísia i Flevoland. El 2015, tenia 2.762.163 habitants i una àrea total de 2,670 km2 (1,030 sq mi).
Des dels segles ix al xvi, l'àrea que ara és la província d'Holanda del Nord formava part del comtat d'Holanda. Durant aquest període fou quan es va incorporar la regió de Frísia Occidental. Durant els segles XVII i XVIII, l'àrea formà part de la província d'Holanda i fou coneguda amb el nom de Noorderkwartier (districte nord). El 1840, la província d'Holanda fou dividida en les províncies d'Holanda del Nord i d'Holanda del Sud. El 1855, el Haarlemmermeer es va drenar i fou convertit en terra.
La capital i seu del govern provincial és Haarlem, i la ciutat més gran de la província és la capital dels Països Baixos, Amsterdam. El comissari del Rei d'Holanda del Nord és Arthur van Dijk des de l'any 2019. La província té 51 municipis i tres juntes d'aigües.

## Història

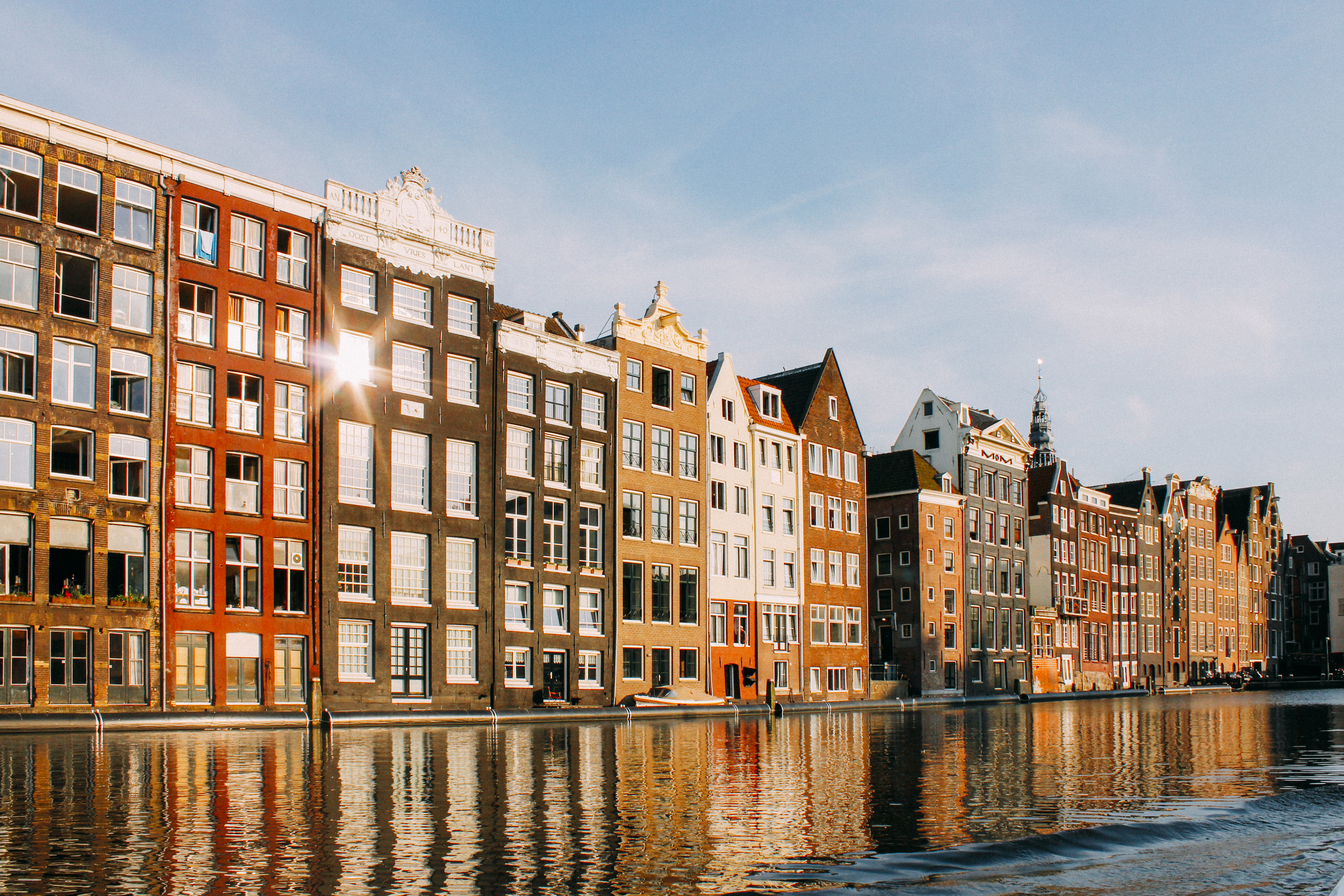
Damrak, Amsterdam

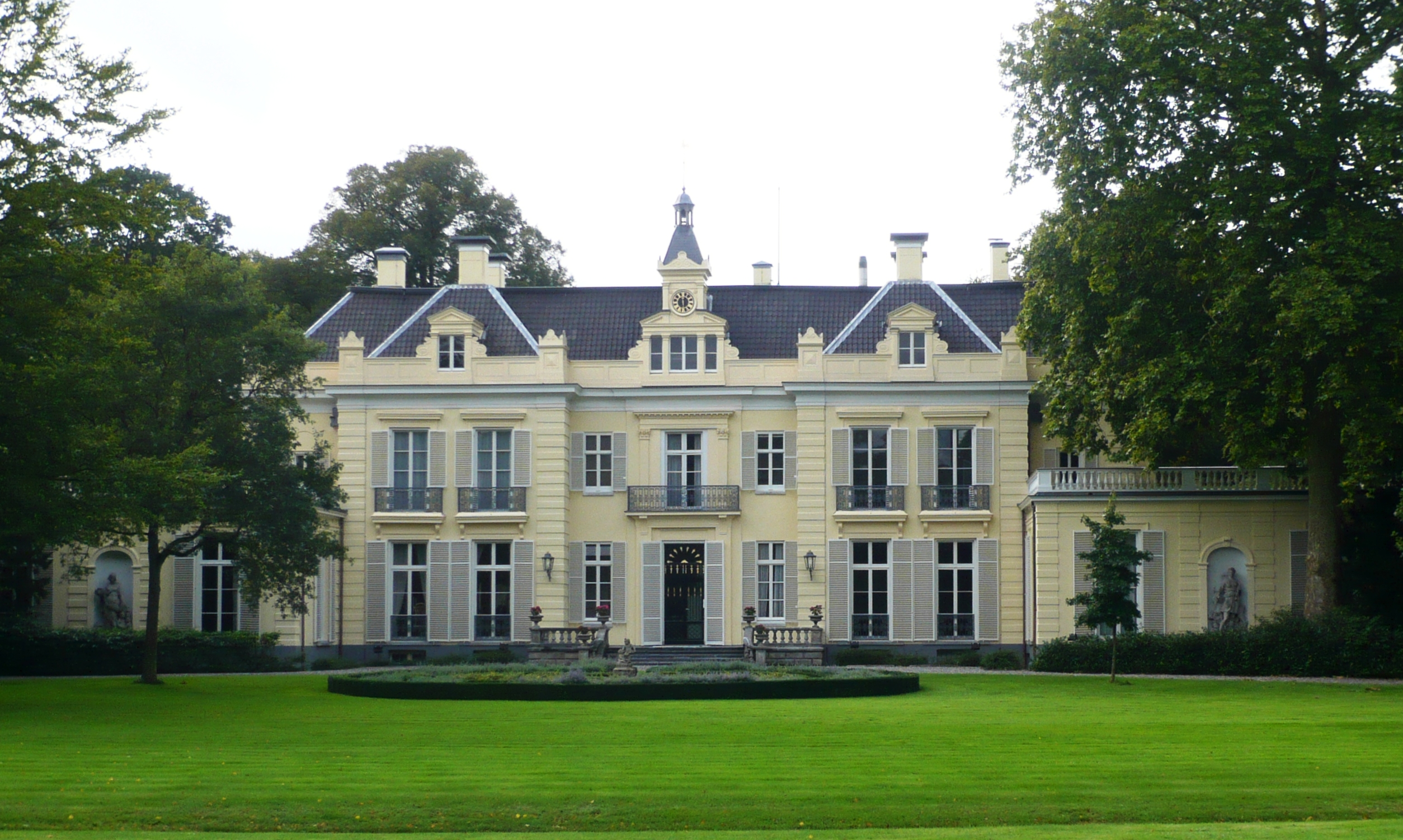
Hartekamp, Heemstede

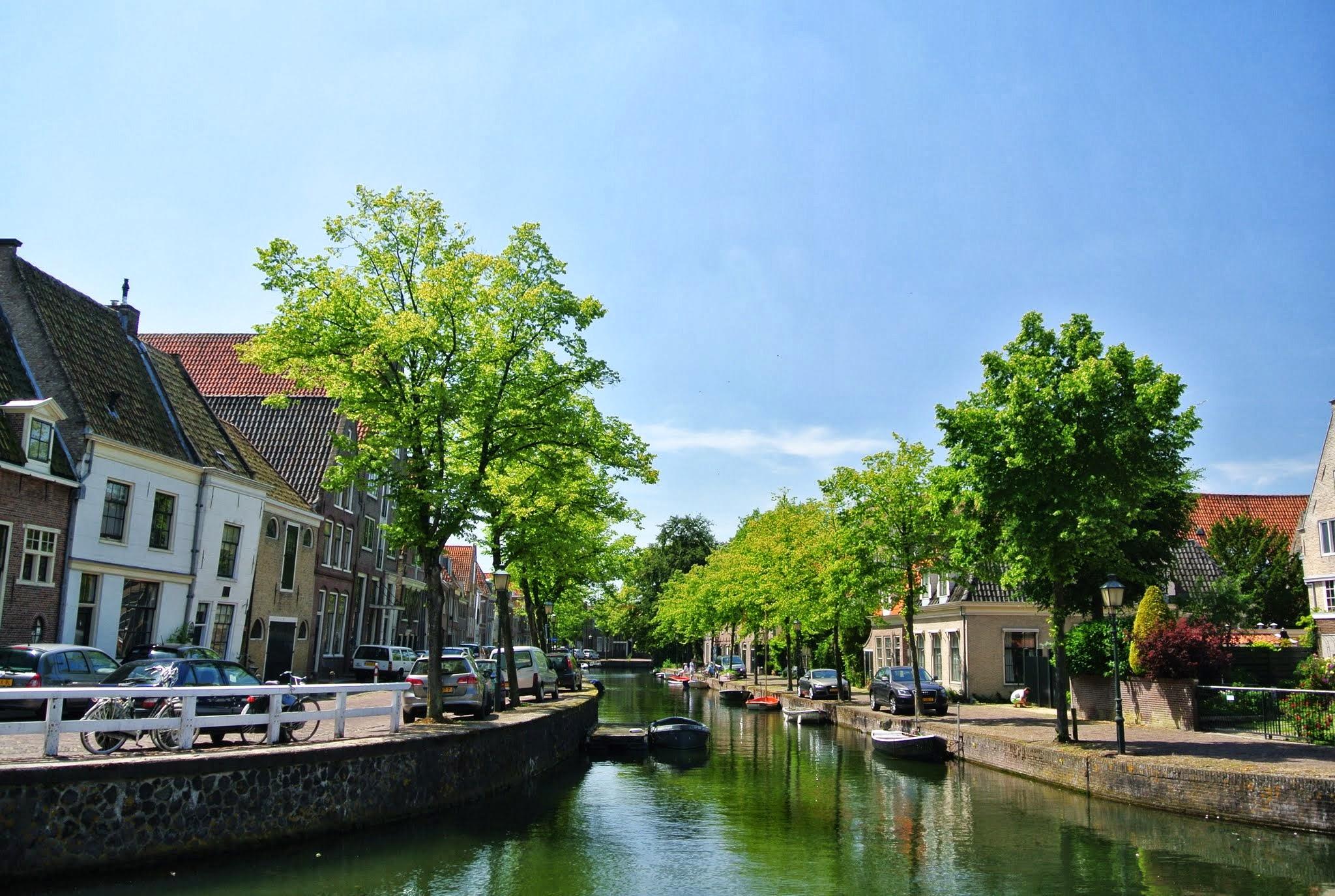
Hoorn

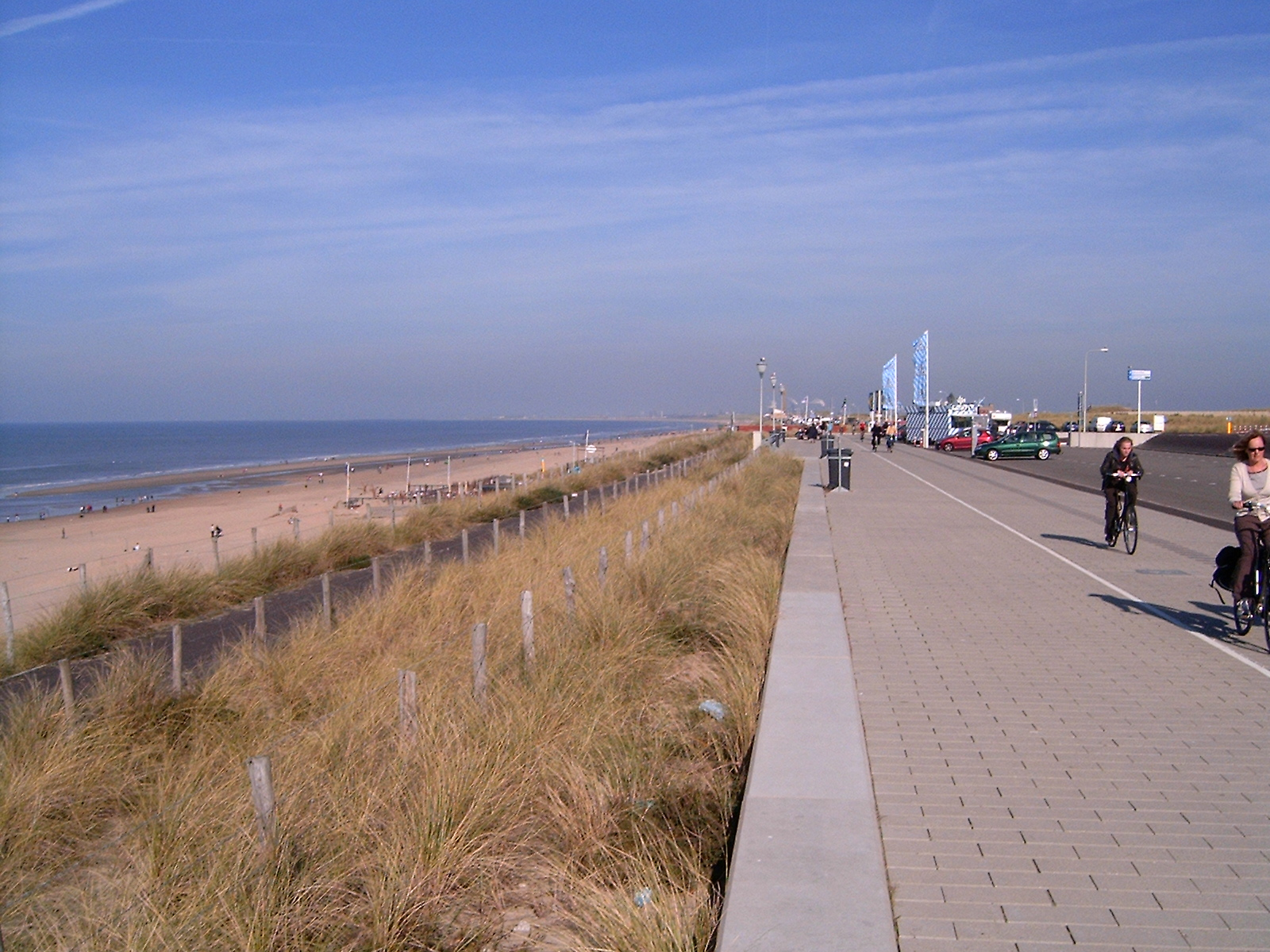
Zandvoort

Casa del govern de la província d'Holanda del Nord, Villa Welgelegen, a Haarlem

### Creació d'una nova província (1795 a 1840)
La província d'Holanda del Nord com es coneix actualment té els seus orígens en el període en què el territori neerlandès estava sota domini francès (1795-1813). Durant aquest període es van produir canvis en el sistema històric provincial neerlandès. L'any 1795, es van eliminar les províncies en establir-se la República Batava. En la constitució promulgada el 23 d'abril de 1798, els antics límits provincials es van canviar radicalment, i la república es va reorganitzar en vuit departaments (département) de similars proporcions. Holanda fou dividida en cinc departaments anomenats Texel, Amstel, Delf, Schelde, Maas, i Rijn. Les àrees tres primers departaments eren íntegrament als límits de l'antiga Holanda, mentre que les restants formaven part de diferents províncies. L'any 1801 es van restablir els antics límits provincials amb la creació del departament d'Holanda. Aquesta reorganització va durar poc, però va introduir el concepte de dividir Holanda per fer-la una província menys poderosa respecte les altres.
El 1807 es va reorganitzar Holanda amb la creació de dos departaments: Amstelland (que corresponia a l'actual província d'Holanda del Nord) i Maasland (que corresponia a l'actual Holanda del Sud). Aquesta reorganització no va durar gaire temps, ja que el 1810 totes les províncies neerlandeses es van integrar al Primer Imperi Francès. Amstelland i Utrecht es van fusionar, formant el departament de Zuiderzee (Zuyderzée, en francès) i Maasland es va reanomenar Monden van de Maas (Bouches-de-la-Meuse, en francès).
Després de la derrota dels francesos el 1813, i la promulgació de la constitució de 1814, els Països Baixos es van reorganitzar en províncies i regions (landschappen). Zuiderzee i Monden van de Maas es van fusionar per formar la província d'Holanda. Un dels ministres del comitè constitucional, van Maanen, va proposar de reanomenar la nova província amb el nom d'Holanda i Frísia Occidental, proposta que fou rebutjada.
Tot i això, la divisió no es va revertir completament, ja que la província d'Holanda restablerta el 1814 tenia dos governadors, un per l'antic departament d'Amstelland i un per l'antic departament de Maasland. Malgrat que la província fou reunida, doncs, les dues àrees eren tractades de forma diferent en alguns aspectes, i la idea de dividir Holanda seguia viva. Durant aquesta reorganització, les illes de Vlieland i Terschelling van tornar a Holanda i parts de l'Hollands Brabant (incloent la terra d'Altena) van passar a formar part de Brabant del Nord. Els límits amb les províncies d'Utrecht i Gelderland es van fixar definitivament el 1820.
Quan s'introduiren les esmenes constitucionals de 1840, es decidí dividir Holanda de nou, aquest cop en dues províncies anomenades "Holanda del Nord" i "Holanda del Sud". La divisió no fou causada pel temor d'Holanda del Sud o Frísia Occidental a un domini d'Amsterdam, sinó més aviat pel ressentiment d'Amsterdam en haver reubicat el tribunal d'apel·lació a la Haia (Holanda del Sud).

### Urbanització i creixement econòmic (1840 a l'actualitat)

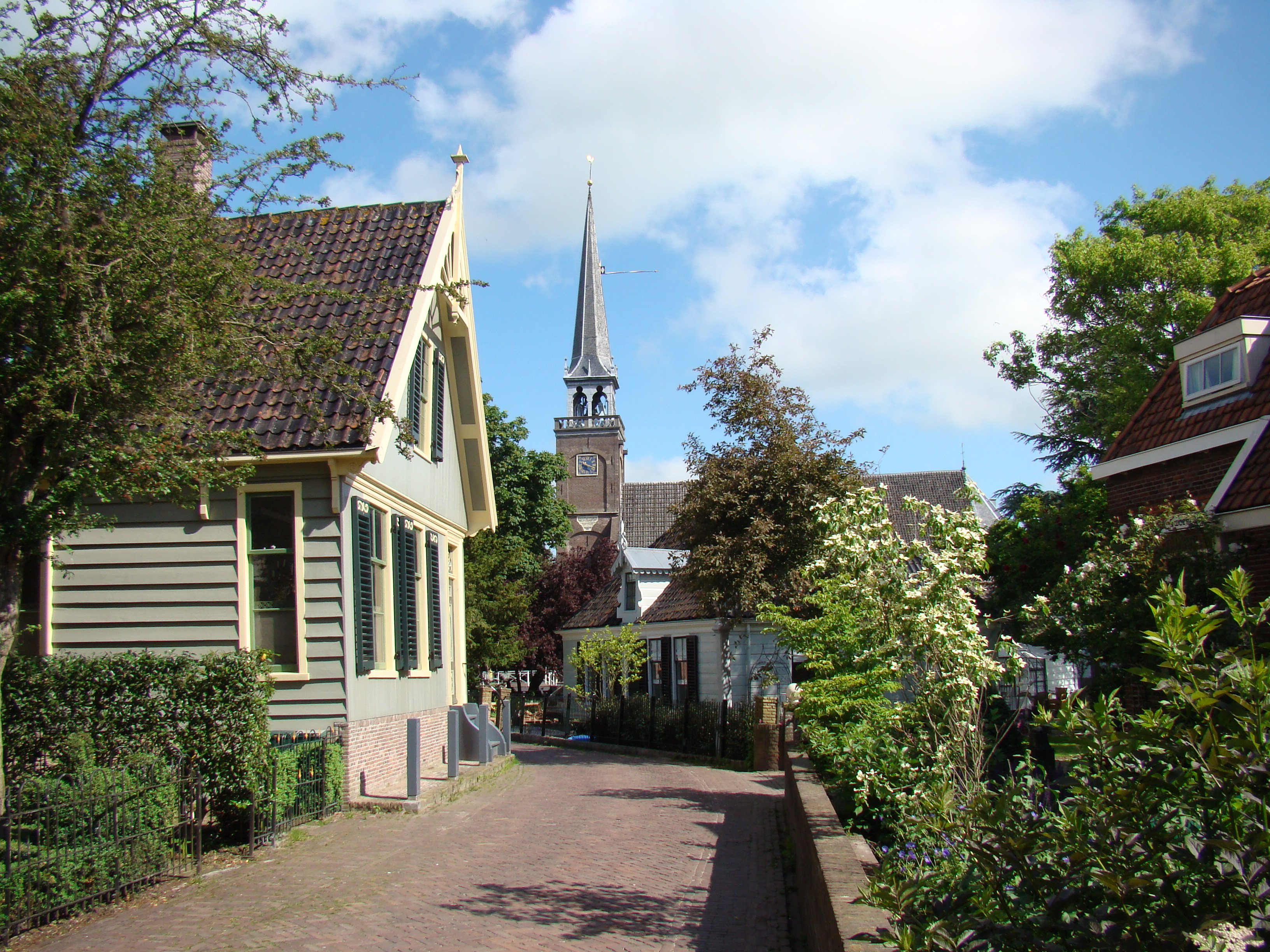
Broek in Waterland

Després del drenatge del Haarlemmermeer el 1855, cosa que el va tornar terra cultivable, aquesta passà a formar part d'Holanda del Nord, i a canvi, Holanda del Sud va rebre gran part del municipi de Leimuiden el 1864. El 1942, les illes de Vlieland i Terschelling es van retornar a la província de Frísia. El 1950, l'antiga illa d'Urk es va cedir a la província d'Overijssel.
El febrer de 2011, Holanda del Nord i les províncies d'Utrecht i Flevoland van estudiar la possibilitat de fusionar-se. Aquesta notícia es va veure positivament per part del govern holandès, aleshores comandat per Mark Rutte, ja que la creació d'una província per al Randstad era un dels punts de l'acord de la coalició que formava el govern. No obstant això, la província d'Holanda del Sud, que també forma part de l'àrea urbana del Randstadt, possible candidata també a formar part de la hipotètica província del Randstad, i que dona suport a la idea de fusió, no fou mencionada en el projecte. Amb o sense Holanda del Sud, una hipotètica província del Randstad seria la més gran dels Països Baixos tant en àrea com en població.

## Geografia

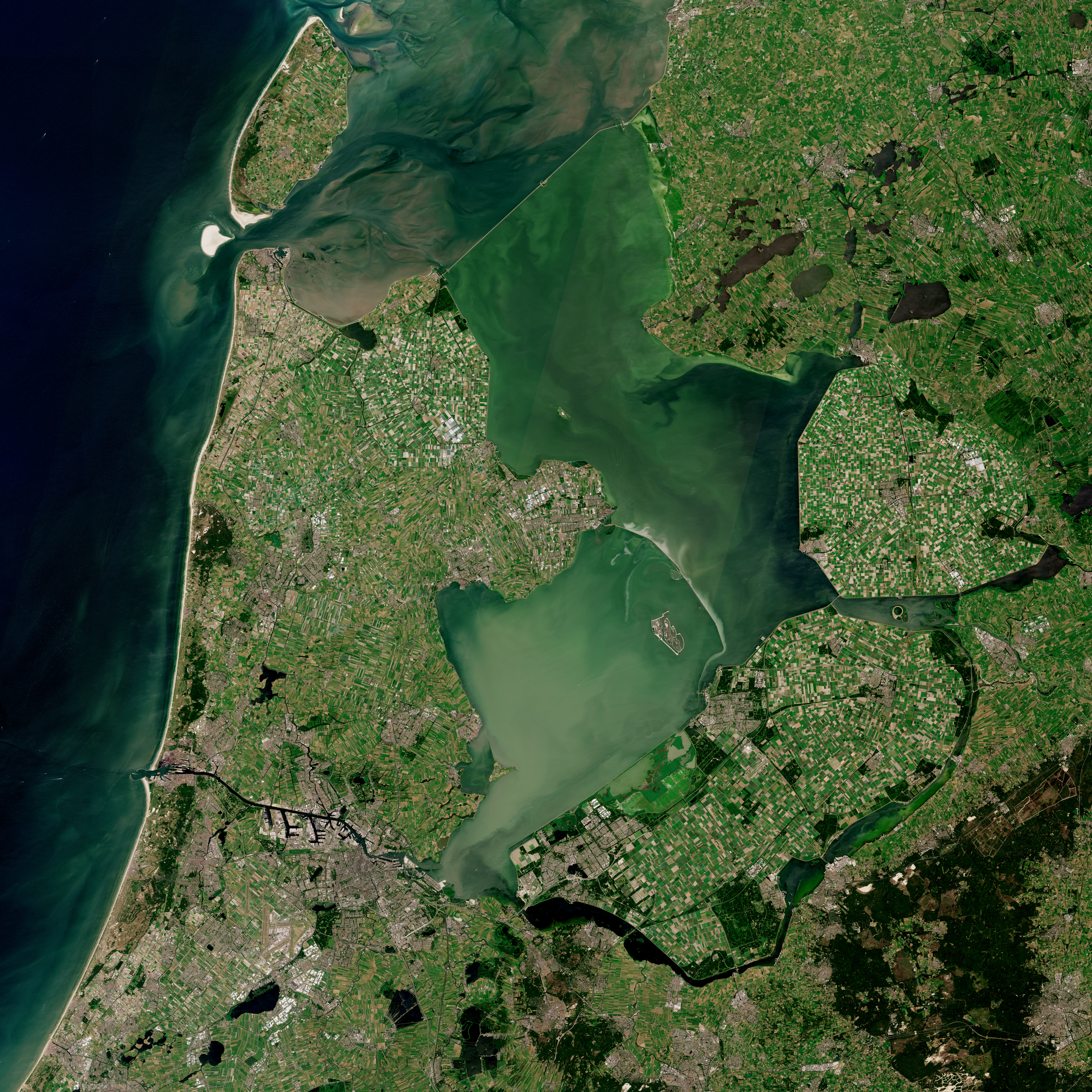
Foto per satèl·lit on es veu el Noorderkwartier, els pòlders de l'IJsselmeer i una part de Frísia

Holanda del Nord consisteix principalment en una península en forma de cap entre el mar del Nord, el mar de Wadden i l'IJsselmeer. Limita al sud amb les províncies d'Holanda del Sud i d'Utrecht, a l'est amb la de Flevoland (a través del Houtribdijk i l'Hollandse Brug), i al nord amb la província de Frísia (a través de l'Afsluitdijk).
La província es pot dividir en una part septentrional ("el Noorderkwartier holandès") i una part meridional, separats pel canal de la mar del Nord (i antigament l'IJ).
Al sud del canal de la mar del Nord hi trobem les àrees urbanes d'Amsterdam, Haarlem, l'aeroport de Schiphol i també el Gooi, una àrea densament poblada, però amb un paisatge de caràcter completament diferent (boscós i no totalment pla).
Al nord del canal de la mar del Nord hi trobem el Zaanstreek i altres zones i pobles més petits. La zona més densament poblada d'aquesta àrea és al voltant de la ciutat d'Alkmaar. En aquesta part també hi trobem algunes zones rurals: Waterland, els grans pòlders Schermer, Beemster, Wijdewormer i Purmer, i al nord la gran regió de Frísia Occidental, Wieringermeer, l'antiga illa de Wieringen i l'illa de Texel.
La costa oest de la província està àmpliament protegida per dunes. Aquí hi ha famosos balnearis com Zandvoort, IJmuiden, Wijk aan Zee, Egmond aan Zee i Bergen. Quan les dunes van ser engolides pel mar del Nord, es va construir el Hondsbossche Zeewering.
La zona entre Haarlem, Velsen (a banda i banda del canal del mar del Nord), Beverwijk i Alkmaar s'anomena Kennemerland. Part de Kennemerland forma l'IJmond, amb una important indústria d'acer, aquesta àrea es troba a l'oest del canal del mar del Nord, amb el seu centre al port d'IJmuiden. Al nord de Kennemerland es troba l'antic mercat de Schagen i a l'extrem nord de la península, el port naval de Den Helder, a més del port de Texel.
A la costa est hi ha localitats històriques com Hoorn, Enkhuizen, Medemblik, Monnickendam i Edam, a més de l'illa de Marken i el famós poble de pescadors de Volendam.
Les principals aigües continentals Holanda del Nord són l'IJ i el canal del mar del Nord, amb els rius que flueixen cap a ells, com l'Amstel, el Zaan i l'Spaarne, i els canals de Noordhollandsch i d'Amsterdam-Rijn.

## Estats provincials
| Estats provincials    | Estats provincials | Estats provincials | Estats provincials | Estats provincials |
| Partit                | 2003               | 2003               | 2007               | 2007               |
| Partit                | Vots en %          | Escons             | Vots en %          | Escons             |
| --------------------- | ------------------ | ------------------ | ------------------ | ------------------ |
| VVD                   | 23,0               | 20                 | 22,8               | 13                 |
| PvdA                  | 26,7               | 24                 | 19,3               | 11                 |
| CDA                   | 19,0               | 17                 | 17,7               | 10                 |
| SP                    | 6,7                | 5                  | 15,7               | 9                  |
| GroenLinks            | 10,0               | 8                  | 9,6                | 5                  |
| D66                   | 6,5                | 5                  | 3,8                | 2                  |
| PvdD                  | -                  | -                  | 3,7                | 2                  |
| ChristenUnie-SGP      | 1,9                | 1                  | 3,4                | 2                  |
| Altres partits NH/VSP | 1,1                | 1                  | 3,2                | 1                  |
| NH Anders/Groenen     | 0,6                | 0                  | 0,8                | 0                  |
| LPF                   | 3,1                | 2                  | -                  | -                  |
| Total                 | 45,5               | 83                 | 44,7               | 55                 |